# إدي غراي
إدي غراي (بالإنجليزية: Eddie Gray)‏ مواليد 17 يناير 1948 في غلاسكو هو لاعب كرة قدم إسكتلندي سابق كان يلعب كلاعب وسط وقام بتدريب نادي ليدز يونايتد.

## المسيرة الاحترافية
- ليدز يونايتد
- منتخب إسكتلندا لكرة القدم

## روابط خارجية
- إدي غراي على موقع قاعدة بيانات كرة القدم.إي يو (الإنجليزية)
- إدي غراي على موقع ناشيونال فوتبول تيمز (الإنجليزية)
- إدي غراي على موقع Soccerbase.com (لاعب) (الإنجليزية)